# Гришина Ольга Сергіївна
Ольга Сергіївна Гришина (нар. 29 червня 1982, Київ, Українська РСР) — українська акторка театру і кіно.

## Життєпис
Народилася 29 червня 1982 року у Києві. Мати — фельдшерка-лаборантка.
З 5 років займалася танцями, мріяла стати балериною. У 14 років почала працювати в лікарні санітаркою.
Перед вступом у Київський національний університет кіно, театру та телебачення ім. Карпенка-Карого два роки навчалася у Національному технічному університеті Київському політехнічному інституті імені Ігоря Сікорського".
У 2007 році закінчила Київський національний університет театру, кіно і телебачення імені Івана Карпенка-Карого (майстерня Миколи Рушковського).
З 2007 по 2011 роки акторка студії при Театрі російської драми імені Лесі Українки у м. Київ (нині Національний академічний драматичний театр імені Лесі Українки).
Дебютувала головною роллю в фільмі Анатолія Матешка «Критичний стан» (2002).
Одружена з актором та режисером Кирилом Кашліковим. У 2011 році народила доньку.
Після повномасштабного вторгнення російської федерації на територію України 24 лютого 2022 року, разом з колегами по знімальному майданчику та іншими небайдужими активно допомагає Михайлу Жоніну у здійсненні волонтерського руху, зокрема долучається до стихійних благодійних ярмарків Ольги Олексій.
З 2022 актриса Національного академічного драматичного театру імені Лесі Українки.

## Театральні роботи
Театр імені Лесі Українки:
- «Діалог самців» — Іо (Валентин Распутін, Аркадій Аверченко, Павел Вежинов, Бессон)
- «Чайка на ім'я Джонатан» — Рей, Саллі (Річард Бах)
- «Механічний апельсин» — (Ентоні Берджесс)
- «Голий король» — Генрієтта (Євген Шварц)
- «Романтики» — Сільветте (Едмон Ростан)
- «Оркестр» — мадам Ортанс (Жан Ануй)
- «Діти сонця» — Фіма (Максим Горький)
- «Love Story» — Дженні (Ерік Сігал)
- 2023 — «Для домашнього огнища» — Анеля
- 2024 - "Хвиля" - Крісті Росс

## Фільмографія
- 2002 — Критичний стан — Маша
- 2003 — Леді Мер — Кися
- 2003 — Особисте життя офіційних людей — Шура Клімова
- 2004 — 12 стільців — Ліза
- 2004 — Російські ліки — Кіра Савіна
- 2005 — Повернення Мухтара 2 — дівчина-мрія солдата
- 2006 — Ангел з Орлі — Наталя Караваєва
- 2006 — Золоті хлопці-2 — Віра
- 2006 — Кривавий круг — Віра
- 2007 — Жага екстриму — Люся
- 2007 — Іван Подушкін. Джентльмен слідства 2 — Іра Мєдвєдєва
- 2007 — Петля Нестерова — Даша
- 2008 — Адреналін — повія
- 2008 — Неодинокі — Таня Вороніна
- 2008 — Загін — жінка Романова
- 2009 — Правила викрадення — Анна Туманова
- 2009 — Свати 3 — вчителька
- 2010 — Вчора закінчилась війна — Аня, дівчина, закохана в Гришу
- 2010 — Білі троянди надії — Даша, дівчина Максима
- 2011 — ТойХтоПройшовКрізьВогонь — Любов Каримова
- 2012 — Лекції для домогосподарок — Катя
- 2013 — 1943 — Катя
- 2013 — Креденс — Наталія
- 2013 — Вилікувати страх
- 2014 — Все повернеться — Ольга
- 2014 — Гречанка — Таня
- 2015 — Пес — Аня-Анжеліка
- 2016 — Офіцерські жінки — Нінель Гольцман
- 2016 — Підкидні — Вчителька Єва, 22 серія
- 2016 — Центральна лікарня — Маргарита Главатских, хірург
- 2016 — Біженка — Надя
- 2016 — Хірургія. Територія кохання — Аліна Зіміна-Лукашева, хірург
- 2016 — Заборонена любов — Катя
- 2016 — Катерина — Олена Красильникова
- 2016 — На лінії життя — епізод
- 2016 — Листи з минулого — Ірина
- 2016 — Зерно — Головна роль
- 2017 — Благі наміри
- 2017 — Список бажань — Марія
- 2019 — Маршрути долі
- 2020 — Проти течії